# Роцампија (Виченца)
Роцампија је насеље у Италији у округу Виченца, региону Венето.
Према процени из 2011. у насељу је живело 721 становника. Насеље се налази на надморској висини од 94 м.